# Městská knihovna Kolín
Městská knihovna Kolín je veřejná knihovna s univerzálním knihovním fondem, jejímž zřizovatelem je město Kolín. Instituce poskytuje knihovnické a informační služby veřejnosti.

## Oddělení knihovny
Městská knihovna Kolín disponuje následujícími odděleními:
- Oddělení pro dospělé
- Oddělení pro děti
- Čítárna a internet, výstavy
- Oddělení regionální literatury, MVS

## Služby
Městská knihovna Kolín nabízí knihovnické a informační služby:
- prezenční i absenční půjčování knih, časopisů, denního tisku, audioknih, map
- deskové hry, logopedické pomůcky, elektronická tužka Albi[2]
- kopírování, tisk, skenování, laminování, kroužková vazba
- informační služby, zpracování rešerší
- PC a připojení k internetu
- meziknihovní výpůjční služba
- možnost vrácení knih do biblioboxu[3]

### Vzdělávání a kultura
- besedy a přednášky na různá témata
- lekce knihovnicko-informační výchovy pro ZŠ i SŠ
- vyučovací hodiny pro ZŠ
- Univerzita třetího věku[4]
- vzdělávací a kulturní pořady s regionální tematikou[5]
- Den pro dětskou knihu[6]
- exkurze, výstavy[7]

## Pobočky
Městská knihovna v Kolíně poskytuje knihovnické služby také ve 2 svých pobočkách:
- Benešova, Masarykova 1049, Kolín II
- Štítary, Radovesnická 95, Štítary, Kolín